# La rosa del Texas
La rosa del Texas (The Gay Caballero) è un film del 1932 diretto da Alfred L. Werker.
La sceneggiatura si basa sul romanzo The Gay Bandit of the Border di Tom Gill, pubblicato originalmente a puntate su Hearst's International-Cosmopolitan dal dicembre 1930 al maggio 1931.

## Produzione
Le riprese del film, prodotto dalla Fox Film Corporation con il titolo di lavorazione The Gay Bandit, durarono da inizio dicembre 1931 a metà gennaio 1932.

## Distribuzione
Il copyright del film, richiesto dalla Fox Film Corp., fu registrato il 20 gennaio 1932 con il numero LP2823.
Distribuito dalla Fox Film Corporation e presentato da William Fox, il film uscì nelle sale cinematografiche USA il 14 febbraio 1932.